# Sharovipteryx
 Sharovipteryx  ist eine Gattung ausgestorbener diapsider Reptilien aus der Trias von Zentralasien.
Fossile Überreste dieses gleitfliegenden Tieres wurden in Seesedimentgesteinen der Madygen-Formation, einer Fossillagerstätte im Südwesten Kirgisistans, gefunden. Die einzige Art Sharovipteryx mirabilis wurde 1971 auf der Grundlage eines einzelnen Skelettfundes mit Flughauteindrücken (Exemplarnummer PIN 2584/8) von Alexander Grigorjewitsch Scharow (englische Transkription: Aleksandr Grigorevich Sharov) als Podopteryx mirabilis beschrieben – die Gattungsbezeichnung war jedoch bereits an eine Insektenart vergeben, so dass durch Cowen 1981 die Umbenennung in Sharovipteryx erfolgte.

## Skelettmerkmale und systematische Einordnung
Das Skelett ist in Rückenansicht erhalten und weitgehend vollständig, die Knochen befinden sich noch im Skelettverband. Diagnostische Merkmale der Gattung und Art sind die deutliche rückwärtige Verlängerung des Zungenbeins, ein Fortsatz am äußeren Ende des Oberschenkelknochens und ein extrem verlängertes Schienbein, das in seiner Länge sogar den Rumpf des Tieres überschreitet.
A. G. Sharov nahm 1971 an, es handele sich bei Sharovipteryx und dem ebenfalls in Madygen gefundenen Longisquama um thecodonte Archosaurier der Gruppe Pseudosuchia und begründete dies bei Sharovipteryx allein mit der deutlichen Ausbildung eines nach vorne zeigenden vor der Hüftgelenkgrube gelegenen Fortsatzes des Darmbeins. Er war der Erste, der auch eine Verwandtschaft mit Flugsauriern und dem Ornithodiren Scleromochlus in Betracht zog.
Gemäß einer Zuordnung, die Leonid Tatarinov 1989 erstmals traf, wird Sharovipteryx gegenwärtig als Vertreter der Archosauromorpha-Gruppe Prolacertiformes angesehen. Als abgeleitete Merkmale dieser Gruppe, die auch bei Sharovipteryx auftreten, führen Unwin und andere 2000 die Verlängerung der Halswirbel sowie die niedrigen Halswirbel-Dornfortsätze auf. Dieselben Autoren benennen weitere Merkmale, welche die Gattung nur mit bestimmten Vertretern der Prolacertiformes teilt, darunter Halsrippen, die lang und schlank sind; das Vorhandensein von sieben oder weniger Halswirbeln; ein gerader Oberschenkel, der kürzer als das Schienbein ist; einen vierten Mittelfußknochen, der weniger als dreimal so lang ist wie der fünfte Mittelfußknochen.

## Hauterhaltung und Gleitflug
Während das Ausmaß der zwischen Armen und Rumpf gelegenen Flughaut erhaltungsbedingt ungewiss ist, zeigt das einzige bekannte Fossil den Eindruck einer sehr ausgedehnten zwischen den Hinterbeinen und dem Schwanz aufgespannten Flughaut (Uropatagium) in gefaltetem Zustand.
Sharovipteryx war einer der ersten Gleitflieger, der an den Gliedmaßen aufgespannte Flughäute besaß; andere Gleitflugreptilien des Perms und der Trias wie Coelurosauravus, Mecistotrachelos und die Kuehneosauridae besaßen seitlich vom Körper abstehende, durch verlängerte Rippen oder ein System zusätzlicher Knochenstangen stabilisierte Tragflächen.
Die Stellung der Gliedmaßen und die Form der Tragflächen im entfalteten Zustand wurde durch die Bearbeiter sehr unterschiedlich rekonstruiert. Auf Grundlage aerodynamischer Modelle schlagen Gary Dyke und andere 2006 vor, Sharovipteryx als einen Deltaflügel-Gleiter mit separaten dreieckigen Flughäuten an Armen und Beinen anzusehen.